# ALRIGHT (秦基博のアルバム)
『ALRIGHT』（オールライト）は、秦基博の2枚目のアルバム。

## 解説
初回限定盤には、MV3作品に加え、弾き語りライブの模様を収めた収録したDVD付、三方背スリーブケース仕様、初となる武道館公演のチケット先行予約フライヤー封入。
CDには槇原敬之作詞作曲で『M&THE RADIODOGS』として発表した「僕の今いる夜は」と、初の楽曲提供として一青窈に作曲提供した「空中ブランコ」と、自身が所属するユニット福耳として発表した「夏はこれからだ!」の3曲を収録。いずれも本作収録にあたって本人がメインボーカルを担当したバージョンが収録されている。

## 収録曲

### 初回限定盤
1. 夕暮れのたもと
2. キミ、メグル、ボク
  - 4thシングル「キミ、メグル、ボク」収録
3. バイバイじゃあね
4. ファソラシドレミ
5. Honey Trap
6. 花咲きポプラ
  - TOEX ガーデンリフォームフェアCMソング
7. 虹が消えた日
  - 5thシングル「虹が消えた日」収録
8. 最悪の日々
9. 夜が明ける
  - 9thシングル「アイ」にスタジオライブバージョンが収録されている。
10. 休日
11. フォーエバーソング
  - 6thシングル「フォーエバーソング」収録
12. 新しい歌
  - TOKYO FM『クロノス』エンディングテーマ
  - TBS系『世界・ふしぎ発見!』エンディングテーマ
13. 僕の今いる夜は with 槇原敬之
  - FM802『ACCESSキャンペーン』2008年キャンペーンソング
14. 空中ブランコ with 一青窈
15. 夏はこれからだ! with 福耳
  - ABCテレビ・テレビ朝日系『2008 夏の高校野球』統一テーマソング
  - ABCテレビ・テレビ朝日系『熱闘甲子園』オープニングテーマ
  - 原曲の大橋卓弥、元ちとせのパートと、MICRON'STUFFのBINGOとSHIGEによるラップパートを秦自身が歌ったバージョン。

### 通常盤
1. 夕暮れのたもと
2. キミ、メグル、ボク
3. バイバイじゃあね
4. ファソラシドレミ
5. Honey Trap
6. 花咲きポプラ
7. 虹が消えた日
8. 最悪の日々
9. 夜が明ける
10. 休日
11. フォーエバーソング
12. 新しい歌

## 初回特典DVD収録内容
- 『All Music Video 2008』

1. キミ、メグル、ボク
2. 虹が消えた日
3. フォーエバーソング

- 『Live at The Room』

1. 季節が笑う
2. Lily
3. プール

## 作詞・作曲・編曲
- 特記以外作詞・作曲：秦基博
  - 作詞・作曲：槇原敬之（13）
  - 作詞：一青窈（14）
  - 作詞：岡本定義・MICRON'STUFF（15）
  - 作曲：岡本定義（15）
- 編曲
  - 上田禎（1）松浦晃久（2,7,9）皆川真人（3）上田禎・東里起（4）島田昌典（5,12）
  - 山本隆二（6）久保田光太郎（8）鈴木正人（10）亀田誠治（11）武部聡志（13,14）COIL（15）

## 演奏
- 秦基博
  - Vocal, Acoustic Guitar (#1-7.9-12)
  - Electric Guitar (#8)
  - Harmonica (#5)
- 山本タカシ 
  - Acoustic Guitar (#1)
  - Electric Guitar (#1.6.12)
- 上田禎
  - Piano (#1)
  - Electric Guitar (#4)
  - Programming (#4)
- 鹿島達也
  - Bass (#1.4.6)
  - Wood Bass (#5.12)
- 坂田学
  - Drums (#1.6.10)
  - Percussion (#1)
- 鈴木広志
  - Alto Sax (#1)
  - Baritone Sax (#4)
- 田中義人：Electric Guitar (#2.7.9)
- 松浦晃久
  - Organ (#2.7)
  - Wurlitzer (#2)
  - Piano (#7.9)
  - Programming (#9)
- 美久月千晴：Bass (#2)
- 小田原豊
  - Drums (#2.7.12)
  - Tambourine (#7)
- 西川進：Electric Guitar (#3.11)
- 皆川真人：Piano (#3.11)
- キタダマキ：Bass (#3)
- 松下敦 from ZAZEN BOYS：Drums (#3)
- 金原千恵子ストリングス：Strings (#3)
- 山本隆二
  - Piano (#4.8)
  - Organ (#4.6)
  - Glocken (#6)
- 東里起：Drum Programming, Electronics (#4)
- 松本健一：Tenor Sax (#4)
- 城谷雄策：Trumpet (#4)
- 島田昌典
  - Organ (#5.12)
  - Wurlitzer (#5)
  - Piano (#12)
- 中島オバヲ：Percussions (#5)
- 佐野康夫：Drums (#5)
- 佐々木史郎、小林太：Trumpet (#5)
- 河合わかば：Trombone (#5)
- 本田雅人：Alto Sax (#5)
- 庵原良司：Tenor Sax (#5)
- 後藤勇一郎ストリングス：Strings (#6)
- 沖山優司：Bass (#7)
- 小池弘之ストリングス：Strings (#7)
- 久保田光太郎：Electric Guitar (#8)
- 林由恭：Bass (#8)
- 小関純匡：Drums, Tambourine (#8)
- 岡雄三：Bass (#9)
- Armin Takeshi Linzbichler：Drums (#9)
- 春名正治：Tenor Sax (#9)
- 鈴木正人：Wood Bass, Piano (#10)
- 佐野聡：Harmonica (#10)
- 亀田誠治：Bass (#11)
- 河村“カースケ”智康：Drums (#11)
- 真部裕ストリングス：Strings (#12)
- 槇原敬之：Guest Vocal (#13)
- 小倉博和
  - Acoustic Guitar (#13)
  - Electric Guitar (#14)
- 武部聡志：Piano (#13.14)
- 一青窈：Guest Vocal (#14)
- 種子田健：Bass (#14)
- 朝倉真司：Percussions (#14)
- 杏子、山崎まさよし、スガシカオ、元ちとせ、大橋卓弥 from スキマスイッチ：Chorus (#15)
- 岡本定義 from COIL、長澤知之：Electric Guitar (#15)
- 常田真太郎 from スキマスイッチ：Piano (#15)
- 佐藤洋介 from COIL：Bass (#15)
- あらきゆうこ from mi-gu：Drums, Percussions (#15)